# 尼科希
尼科希（英語：Di nixi）古罗马神话职司分娩的神祇之一。其事迹与艺术形象反映于相关古典作家之著述和雕塑等文物中，在古罗马因其职属而得到广泛供奉与祭祀，具有重要地影响与积极意义。